# Liege Challenger 1992
Il Liege Challenger 1992 è stato un torneo di tennis facente parte della categoria ATP Challenger Series nell'ambito dell'ATP Challenger Series 1992. Il torneo si è giocato a Liegi in Belgio dal 3 al 9 agosto 1992 su campi in terra rossa.

## Vincitori

### Singolare
Sergio Cortés ha battuto in finale  Bart Wuyts con il punteggio di 6–7, 6–3, 6–4

### Doppio
Juan Carlos Báguena /  Eduardo Masso hanno battuto in finale  Daniel Fiala /  Robert Novotny con il punteggio di 6–2, 6–3